# Matt Moore
Mateus Erickson Moore (nascido em 9 de agosto de 1984) é um quarterback de Futebol americano que joga pelo Kansas City Chiefs na National Football League (NFL). Ele jogou futebol americano universitário na UCLA e por Oregon State. Moore foi originalmente escolhido pelo Dallas Cowboys como undrafted free agent em 2007 e também jogando pelo Carolina Panthers, Miami Dolphins e Kansas City Chiefs.

## Carreira profissional

### Dallas Cowboys
Moore não foi selecionado no Draft de 2007, mas mais tarde foi assinado como um undrafted free agent pelo Dallas Cowboys. Apesar de completar 21 de 29 passes para 182 jardas e um touchdown, sem interceptações, enquanto alcançava classificações de passe de cobertura de 100 em dois dos seus três jogos da pré-temporada, Moore foi dispensado no dia 1 de setembro, enquanto os Cowboys a intenção de contratá-lo para a seu esquadrão. Ele foi reivindicado por renúncias pelo Carolina Panthers no dia seguinte.

### Carolina Panthers

#### Temporada de 2007
Moore fez a sua primeira temporada regular a partir de 7 de outubro de 2007, contra o New Orleans Saints no 5º jogo da temporada. O quarterback David Carr (que estava jogando no lugar do lesionado Jake Delhomme) deixou o jogo com uma lesão nas costas, logo em seguida, fora demitido, perto do final do primeiro trimestre. Sua estreia foi com um passe de 43 jardas para Keary Colbert, mas o seu tempo de jogo foi breve como Carr retornado para o campo perto do fim do primeiro tempo.

#### Temporada de 2008
No último jogo da pré-temporada de 2008, Moore foi ferido e a fíbula esquerda foi quebrada. Ele foi colocado na reserva e não jogou um único jogo durante toda a temporada de 2008.

#### Temporada de 2009
Moore fez a sua primeira ação da Temporada de 2009 quando a quarterback reserva Josh McCown foi ferido durante o jogo contra Seattle na Semana 1. Moore terminou com 6, de 11 de passes e 63 jardas, 1 touchdown e 1 interceptação.

#### Temporada de 2010
Moore foi declarado titular a parti da temporada de 2010. Apesar disso, o Carolina Panthers escolheu o estreante Jimmy Clausen com a sua segunda escolha (48 no total) do draft de 2010. Embora Moore tinha claramente estabelecido-se como o quarterback número um. Moore sofreu uma concussão durante a abertura da temporada, contra o New York Giants, e ele foi escolhido na semana seguinte, em uma derrota contra o Tampa Bay Buccaneers como o pior em campo. Em 20 de setembro de 2010, Moore foi removido de quarterback principal do Carolina, em favor do estreante Jimmy Clausen.

### Miami Dolphins

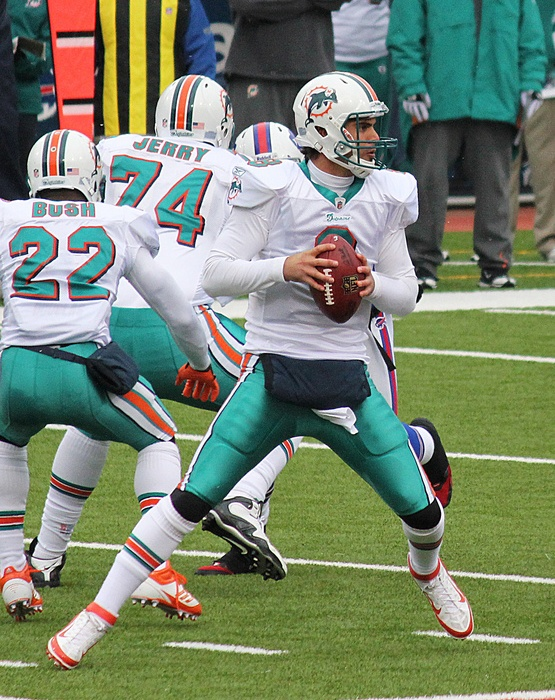
Moore, em um jogo contra o Buffalo Bills, em 2011.

#### Temporada de 2011
Moore foi escolihdo pelos Dolphins em 28 de julho de 2011 para ser reserva de Chad Henne. Ele mudou números, de 3 a 8. Em outubro 2, 2011 Moore entrou no jogo contra o Chargers no 1º trimestre, depois teve que abandonar a partida com uma lesão no ombro. Ele completou 17 de 26 passes para 167 jardas e uma interceptação, a compilação de um 67.3 no quarterback rating. No dia 6 de novembro tornou-se o primeiro quarterback do Miami desde Chad Pennington, em 2008, para lançar três passes para touchdown em um jogo, em suas 31-3 vitória sobre o Kansas City Chiefs. Ele repetiu o feito na semana 11, contra os Bilss 35-8, e teve o maior QB rating de semana. Em 2012, ele foi anunciado como o MVP dos Dolphins da temporada 2011-2012.

#### Temporada de 2012
Durante a pré-temporada, Moore estava a lutar pelo posto de quarterbak contra o recém-escolhido Ryan Tannehill e recém-assinado David Garrard. Moore tornou-se o segundo quarterback.

#### Temporada de 2013
Em 8 de Março de 2013, Moore re-assinou com os Dolphins, de acordo com um contrato de dois anos para se manter um reserva para Tannehill.

#### Temporada de 2014
Em 2014, Moore atuou em apenas 2 jogos, durante a semana 4, entrou ao final do jogo contra o Oakland Raiders, na vitória dos Dolphins por 38 x 14. Moore voltou a entrar em campo na semana 9, na vitória contra o San Diego Chargers.

#### Temporada de 2015
No ano de 2015, Matt Moore apareceu em apenas um jogo, completando um passe de 14 jardas e terminando de correr o relógio na vitória por 44 x 26 contra o Houston Texans.

#### Temporada de 2016
Em 15 de Março de 2016, Moore re-assinou com os Dolphins, de acordo com um contrato de dois anos no valor de $3,5 milhões para se manter como reserva de Tannehill.
Em 11 de dezembro de 2016, durante uma Semana 14 jogo contra o Arizona Cardinals, Moore fez a sua primeira ação como capitão da equipe para a temporada.

#### Temporada de 2017
Durante a semana 7, contra o New York Jets, Moore entrou no jogo após Jay Cutler sofrer uma lesão no peito, durante o terceiro quarto. Moore terminou o jogo com 188 jardas passadas, dois touchdowns e uma interceptação, tendo os Dolphins vencido por 31 x 28. Com Cutler ainda lesionado, Moore seguiu como titular na semana 8 enfrentando o Baltimore Ravens, lançando para 176 jardas e 2 interceptações, ambas sendo retornadas para touchdown, os Dolphins acabaram derrotados por 40 x 0. Matt Moore só voltou a atuar na semana 11, contra o Tampa Bay Buccaneers, após Jay Cutler levar uma pancada na cabeça durante a jogada final do primeiro tempo, Moore finalizou o jogo com 282 jardas passadas e 1 passe para touchdown, porém os Dolphins acabaram perdendo por 30 x 20. Matt Moore continuou como titular no jogo seguinte, enfrentando o New England Patriots, tendo 215 jardas passadas, um passe para touchdown e duas interceptações, os Dolphins acabaram derrotados por 35 x 17.

### Kansas City Chiefs
Matt Moore passou o ano de 2018 sem atuar por nenhuma equipe da NFL. Já em 2019, trabalhou com os scouts da equipe do Miami Dolphins, durante o processo do Draft.
Em 26 de Agosto de 2019, Matt Moore assinou contrato com o Kansas City Chiefs, após a lesão do quarterback reserva Chad Henne.
Moore estreou como jogador do Chiefs no dia 17 de Outubro, após o quarterback Patrick Mahomes lesionar o joelho, durante o jogo contra o Denver Broncos, válido pela semana 7 da NFL. Matt Moore terminou o jogo com 117 jardas passadas e um passe para touchdown, os Chiefs venceram o jogo por 30 x 6. Na semana seguinte, Moore teve seu primeiro jogo como titular pela equipe do Chiefs, enfrentando o Green Bay Packers, ele terminou o jogo com 267 jardas passadas e 2 touchdowns, mas não foi o suficiente para evitar a derrota por 31 x 24.
Moore fez parte do time que ganhou o Super Bowl LIV. Ele não jogou, ficando na reserva. No final da temporada de 2020, ele foi dispensado.

### Estatísticas da carreira
| Ano      | Time        | Jogos disputados         | Jogos como titular       | V–D                      | Passando                 | Passando                 | Passando                 | Passando                 | Passando                 | Passando                 | Passando                 | Passando                 | Correndo                 | Correndo                 | Correndo                 | Correndo                 | Fumbles                  | Fumbles                  |
| Ano      | Time        | Jogos disputados         | Jogos como titular       | V–D                      | Comp                     | Ten                      | Pct                      | Jardas                   | Média                    | TD                       | Int                      | Rtg                      | Ten                      | Jardas                   | Média                    | TD                       | FUM                      | Perdidos                 |
| -------- | ----------- | ------------------------ | ------------------------ | ------------------------ | ------------------------ | ------------------------ | ------------------------ | ------------------------ | ------------------------ | ------------------------ | ------------------------ | ------------------------ | ------------------------ | ------------------------ | ------------------------ | ------------------------ | ------------------------ | ------------------------ |
| 2007     | Carolina    | 9                        | 3                        | 2–1                      | 63                       | 111                      | 56,8%                    | 730                      | 6,6                      | 3                        | 5                        | 67,0                     | 3                        | 5                        | 1,7                      | 0                        | 2                        | 0                        |
| 2008     | Carolina    | Não jogou devido a lesão | Não jogou devido a lesão | Não jogou devido a lesão | Não jogou devido a lesão | Não jogou devido a lesão | Não jogou devido a lesão | Não jogou devido a lesão | Não jogou devido a lesão | Não jogou devido a lesão | Não jogou devido a lesão | Não jogou devido a lesão | Não jogou devido a lesão | Não jogou devido a lesão | Não jogou devido a lesão | Não jogou devido a lesão | Não jogou devido a lesão | Não jogou devido a lesão |
| 2009     | Carolina    | 7                        | 5                        | 4–1                      | 85                       | 138                      | 61,6%                    | 1 053                    | 7,6                      | 8                        | 2                        | 98,5                     | 12                       | −3                       | −0,3                     | 0                        | 2                        | 0                        |
| 2010     | Carolina    | 6                        | 5                        | 1–4                      | 79                       | 143                      | 55,2%                    | 857                      | 6,0                      | 5                        | 10                       | 55,6                     | 5                        | 25                       | 5,0                      | 0                        | 4                        | 2                        |
| 2011     | Miami       | 13                       | 12                       | 6–6                      | 210                      | 347                      | 60,5%                    | 2 497                    | 7,2                      | 16                       | 9                        | 87,1                     | 32                       | 65                       | 2,0                      | 2                        | 14                       | 6                        |
| 2012     | Miami       | 2                        | 0                        | 0–0                      | 11                       | 19                       | 57,9%                    | 131                      | 6.9                      | 1                        | 0                        | 96,6                     | 5                        | -3                       | -0,6                     | 0                        | 0                        | 0                        |
| 2013     | Miami       | 1                        | 0                        | 0–0                      | 2                        | 6                        | 33,3%                    | 53                       | 8,8                      | 0                        | 2                        | 27,1                     | –                        | –                        | –                        | –                        | 1                        | 0                        |
| 2014     | Miami       | 2                        | 0                        | 0–0                      | 2                        | 4                        | 50%                      | 21                       | 5,3                      | 0                        | 0                        | 65,6                     | 2                        | -2                       | -1,0                     | 0                        | –                        | –                        |
| 2015     | Miami       | 1                        | 0                        | 0–0                      | 1                        | 1                        | 100%                     | 14                       | 14,0                     | 0                        | 0                        | 118,8                    | 3                        | -2                       | -0,7                     | 0                        | –                        | –                        |
| 2016     | Miami       | 4                        | 3                        | 2–1                      | 55                       | 87                       | 63,2%                    | 721                      | 8,3                      | 8                        | 3                        | 105,6                    | 1                        | -1                       | -1,0                     | 0                        | 1                        | –                        |
| 2017     | Miami       | 4                        | 2                        | 0-2                      | 78                       | 127                      | 61,4%                    | 861                      | 6,8                      | 4                        | 5                        | 75,6                     | 3                        | 9                        | 3,0                      | 0                        | 0                        | –                        |
| 2019     | Kansas City | 4                        | 2                        | 1-1                      | 59                       | 91                       | 64,8%                    | 659                      | 7,2                      | 4                        | 0                        | 100,9                    | 3                        | 1                        | 0,3                      | 0                        | 2                        | –                        |
| Carreira | Carreira    | 53                       | 32                       | 16-16                    | 645                      | 1 074                    | 60,1%                    | 7 597                    | 7,1                      | 49                       | 36                       | 82,8                     | 69                       | 94                       | 1,4                      | 2                        | 26                       | 8                        |